# 第46回全国高等学校ラグビーフットボール大会
第46回全国高等学校ラグビーフットボール大会（だい46かいぜんこくこうとうがっこうラグビーフットボールたいかい）は、1967年（昭和42年）1月1日から9日まで近鉄花園ラグビー場で行われた全国高等学校ラグビーフットボール大会である。優勝校は、奈良県の天理高校（3回目)。

## 日程
- 1月1日 1回戦
- 1月3日 2回戦
- 1月5日 準々決勝
- 1月7日 準決勝
- 1月9日 決勝

## 出場校
- 北北海道 遠軽 （初出場）
- 南北海道 函館北 （初出場）
- 東奥羽 黒沢尻工（岩手県） （2年ぶり2回目）
- 西奥羽 秋田（秋田県） （初出場）
- 南東北 仙台工（宮城県） （5年ぶり3回目）
- 東関東 宇都宮工（栃木県） （2年連続2回目）
- 北関東 高崎工（群馬県） （初出場）
- 南関東 市立銚子（千葉県） （2年ぶり2回目）
- 東京都 京王 （2年ぶり7回目）
- 東京都 保善 （2年ぶり17回目）
- 神奈川 慶應  （15年連続25回目）
- 北陸 羽咋工（石川県） （2年連続2回目）
- 東中部 飯田長姫（長野県） （初出場）
- 東中部 新潟工（新潟県） （初出場）
- 愛知 名古屋工 （初出場）
- 三岐 志摩（三重県） （初出場）

- 京滋 花園（京都府） （3年連続3回目）
- 大阪府 大商大付 （5年ぶり2回目）
- 大阪府 淀川工 （4年連続7回目）
- 兵庫 村野工 （6年ぶり8回目）
- 奈良 天理 （12年連続24回目）
- 東中国 津山工（岡山県） （2年ぶり2回目）
- 西中国 山口農（山口県） （6年連続6回目）
- 北四国 新田（愛媛県） （2年連続10回目）
- 南四国 徳島市立（徳島県） （初出場）
- 福岡県 福岡電波 （3年連続4回目）
- 福岡県 福岡 （2年連続26回目）
- 西九州 竜谷（佐賀県） （4年連続6回目）
- 大分 大分舞鶴 （3年連続9回目）
- 南九州 諫早農（長崎県） （初出場）
- 南九州 鹿児島玉龍（鹿児島県） （8年ぶり2回目）
- 前年度優勝校:盛岡工（岩手県） （2年連続16回目）

## 試合時間
全試合25分ハーフ。同点の場合は抽選にて次回進出校を決める。

## 試合

### 1回戦
- 秋田 22 - 0 村野工
- 竜谷 16 - 6 市立銚子
- 福岡 11 - 3 名古屋工
- 新田 20 - 3 函館北
- 黒沢尻工 19 - 5 花園
- 保善 31 - 6 淀川工
- 福岡電波 22 - 0 盛岡工
- 天理 21 - 3 新潟工

- 山口農 18 - 3 仙台工
- 志摩 6 - 3 羽咋工
- 津山工 16 - 0 宇都宮工
- 玉龍 12 - 0 飯田長姫
- 大商大付 26 - 0 高崎工
- 大分舞鶴 15 - 3 遠軽
- 慶應 6 - 3 徳島市立
- 京王 16 - 3 諫早農

### 2回戦
- 秋田 14 - 3 竜谷
- 福岡 10 - 6 新田
- 保善 8 - 6 黒沢尻工
- 天理 11 - 5 福岡電波

- 山口農 8 - 6 志摩
- 玉龍 3 - 3 津山工（抽選で玉龍が勝ち抜け）
- 大分舞鶴 18 - 0 大商大付
- 京王 6 - 3 慶應

### 準々決勝
- 秋田 9 - 3 福岡
- 天理 9 - 6 保善

- 山口農 24 - 8 玉龍
- 京王 6 - 3 大分舞鶴

### 準決勝
- 天理 9 - 6 秋田
- 京王 9 - 6 山口農

### 決勝
天理が4年ぶり3回目の優勝を果たした。
- 天理 14 - 10 京王